# Kabinet-Blair I
Het kabinet–Blair I was de uitvoerende macht van de Britse overheid van 2 mei 1997 tot 8 juni 2001. Het kabinet werd gevormd door de Labour Party na de verkiezingen van 1997 met Tony Blair de partijleider van de Labour Party als premier. In het kabinet zaten meerdere (toekomstige)-prominenten zoals: John Prescott, Gordon Brown, Jack Straw, Margaret Beckett, Peter Mandelson, George Robertson, Harriet Harman, Alistair Darling en John Reid.

## Samenstelling
| Ambtsbekleder                                                           | Ambtsbekleder     | Ambtsbekleder                                         | Functie(s)                                 | Ambtstermijn     | Ambtstermijn     | Partij(en)   |
| ----------------------------------------------------------------------- | ----------------- | ----------------------------------------------------- | ------------------------------------------ | ---------------- | ---------------- | ------------ |
|                                                                         | Tony Blair        | Tony Blair (1953)                                     | Premier                                    | 2 mei 1997       | 27 juni 2007     | Labour Party |
|                                                                         | John Prescott     | John Prescott (1938–2024)                             | Vicepremier                                | 2 mei 1997       | 27 juni 2007     | Labour Party |
| Minister van Transport                                                  | John Prescott     | John Prescott (1938–2024)                             | 8 juni 2001                                | 2 mei 1997       |                  | Labour Party |
| Minister van Regionale Zaken                                            | John Prescott     | John Prescott (1938–2024)                             | 8 juni 2001                                | 2 mei 1997       |                  | Labour Party |
| Minister van Milieu                                                     | John Prescott     | John Prescott (1938–2024)                             | 8 juni 2001                                | 2 mei 1997       |                  | Labour Party |
|                                                                         | Gordon Brown      | Gordon Brown (1951)                                   | Minister van Financiën                     | 2 mei 1997       | 27 juni 2007     | Labour Party |
|                                                                         | Robin Cook        | Robin Cook (1946–2005)                                | Minister van Buitenlandse Zaken            | 2 mei 1997       | 8 juni 2001      | Labour Party |
|                                                                         | Jack Straw        | Jack Straw (1946)                                     | Minister van Binnenlandse Zaken            | 2 mei 1997       | 8 juni 2001      | Labour Party |
|                                                                         | Ann Taylor        | Ann Taylor (1947)                                     | Lord President of the Council              | 2 mei 1997       | 27 juli 1998     | Labour Party |
| Leader of the House of Commons                                          | Ann Taylor        | Ann Taylor (1947)                                     |                                            | 2 mei 1997       | 27 juli 1998     | Labour Party |
|                                                                         | Margaret Beckett  | Margaret Beckett (1943)                               | Lord President of the Council              | 27 juli 1998     | 8 juni 2001      | Labour Party |
| Leader of the House of Commons                                          | Margaret Beckett  | Margaret Beckett (1943)                               |                                            | 27 juli 1998     | 8 juni 2001      | Labour Party |
|                                                                         |                   | Baron Richard Ivor Richard (1932–2018)                | Lord Privy Seal                            | 2 mei 1997       | 27 juli 1998     | Labour Party |
| Leader of the House of Lords                                            |                   | Baron Richard Ivor Richard (1932–2018)                |                                            | 2 mei 1997       | 27 juli 1998     | Labour Party |
|                                                                         | Margaret Jay      | Baroness Jay van Paddington Margaret Jay (1939)       | Lord Privy Seal                            | 27 juli 1998     | 8 juni 2001      | Labour Party |
| Leader of the House of Lords                                            | Margaret Jay      | Baroness Jay van Paddington Margaret Jay (1939)       |                                            | 27 juli 1998     | 8 juni 2001      | Labour Party |
|                                                                         |                   | Baron Irvine van Lair Derry Irvine (1940)             | Lord Chancellor                            | 2 mei 1997       | 13 juni 2003     | Labour Party |
|                                                                         | Margaret Beckett  | Margaret Beckett (1943)                               | Minister van Economische Zaken             | 2 mei 1997       | 27 juli 1998     | Labour Party |
|                                                                         | Peter Mandelson   | Peter Mandelson (1953)                                | Minister van Economische Zaken             | 27 juli 1998     | 23 december 1998 | Labour Party |
|                                                                         | Stephen Byers     | Stephen Byers (1953)                                  | Minister van Economische Zaken             | 23 december 1998 | 8 juni 2001      | Labour Party |
|                                                                         | George Robertson  | George Robertson (1946)                               | Minister van Defensie                      | 2 mei 1997       | 11 oktober 1999  | Labour Party |
|                                                                         | Geoff Hoon        | Geoff Hoon (1953)                                     | Minister van Defensie                      | 11 oktober 1999  | 6 mei 2005       | Labour Party |
|                                                                         | Frank Dobson      | Frank Dobson (1940–2019)                              | Minister van Volksgezondheid               | 2 mei 1997       | 11 oktober 1999  | Labour Party |
|                                                                         | Alan Milburn      | Alan Milburn (1958)                                   | Minister van Volksgezondheid               | 11 oktober 1999  | 13 juni 2003     | Labour Party |
|                                                                         | Harriet Harman    | Harriet Harman (1950)                                 | Minister van Sociale Zaken                 | 2 mei 1997       | 27 juli 1998     | Labour Party |
|                                                                         | Alistair Darling  | Alistair Darling (1953–2023)                          | Minister van Sociale Zaken                 | 27 juli 1998     | 8 juni 2001      | Labour Party |
|                                                                         | David Blunkett    | David Blunkett (1947)                                 | Minister van Arbeid                        | 2 mei 1997       | 8 juni 2001      | Labour Party |
| Minister van Onderwijs                                                  | David Blunkett    | David Blunkett (1947)                                 |                                            | 2 mei 1997       | 8 juni 2001      | Labour Party |
|                                                                         |                   | Jack Cunningham (1939)                                | Minister van Landbouw, Visserij en Voedsel | 2 mei 1997       | 27 juli 1998     | Labour Party |
|                                                                         | Nick Brown        | Nick Brown (1950)                                     | Minister van Landbouw, Visserij en Voedsel | 27 juli 1998     | 8 juni 2001      | Labour Party |
|                                                                         | Chris Smith       | Chris Smith (1951)                                    | Minister voor Cultuur, Media en Sport      | 2 mei 1997       | 8 juni 2001      | Labour Party |
|                                                                         | David Clark       | David Clark (1939)                                    | Kanselier van het Hertogdom Lancaster      | 2 mei 1997       | 27 juli 1998     | Labour Party |
| Minister voor Kabinetszaken                                             | David Clark       | David Clark (1939)                                    |                                            | 2 mei 1997       | 27 juli 1998     | Labour Party |
|                                                                         |                   | Jack Cunningham (1939)                                | Kanselier van het Hertogdom Lancaster      | 27 juli 1998     | 11 oktober 1999  | Labour Party |
| Minister voor Kabinetszaken                                             |                   | Jack Cunningham (1939)                                |                                            | 27 juli 1998     | 11 oktober 1999  | Labour Party |
|                                                                         | Mo Mowlam         | Mo Mowlam (1949–2005)                                 | Kanselier van het Hertogdom Lancaster      | 11 oktober 1999  | 8 juni 2001      | Labour Party |
| Minister voor Kabinetszaken                                             | Mo Mowlam         | Mo Mowlam (1949–2005)                                 |                                            | 11 oktober 1999  | 8 juni 2001      | Labour Party |
|                                                                         | Donald Dewar      | Donald Dewar (1937–2000)                              | Minister voor Schotland                    | 2 mei 1997       | 17 mei 1999      | Labour Party |
|                                                                         | John Reid         | John Reid (1947)                                      | Minister voor Schotland                    | 17 mei 1999      | 25 januari 2001  | Labour Party |
|                                                                         | Helen Liddell     | Helen Liddell (1950)                                  | Minister voor Schotland                    | 25 januari 2001  | 13 juni 2003     | Labour Party |
|                                                                         | Ron Davies        | Ron Davies (1946)                                     | Minister voor Wales                        | 2 mei 1997       | 27 oktober 1998  | Labour Party |
|                                                                         | Alun Michael      | Alun Michael (1943)                                   | Minister voor Wales                        | 27 oktober 1998  | 28 juli 1999     | Labour Party |
|                                                                         | Paul Murphy       | Paul Murphy (1948)                                    | Minister voor Wales                        | 28 juli 1999     | 24 oktober 2002  | Labour Party |
|                                                                         | Mo Mowlam         | Mo Mowlam (1949–2005)                                 | Minister voor Noord-Ierland                | 2 mei 1997       | 11 oktober 1999  | Labour Party |
|                                                                         | Peter Mandelson   | Peter Mandelson (1953)                                | Minister voor Noord-Ierland                | 11 oktober 1999  | 25 januari 2001  | Labour Party |
|                                                                         | John Reid         | John Reid (1947)                                      | Minister voor Noord-Ierland                | 25 januari 2001  | 24 oktober 2002  | Labour Party |
|                                                                         | Clare Short       | Clare Short (1946)                                    | Minister voor Ontwikkelingshulp            | 2 mei 1997       | 12 mei 2003      | Labour Party |
|                                                                         | Peter Mandelson   | Peter Mandelson (1953)                                | Minister zonder portefeuille               | 2 mei 1997       | 27 juli 1998     | Labour Party |
| Formeel geen leden van het kabinet, maar woonde kabinetsvergadering bij |                   |                                                       |                                            |                  |                  |              |
| Ambtsbekleder                                                           | Ambtsbekleder     | Ambtsbekleder                                         | Functie(s)                                 | Ambtstermijn     | Ambtstermijn     | Partij(en)   |
|                                                                         | Alistair Darling  | Alistair Darling (1953–2023)                          | Onderminister voor Financiën               | 2 mei 1997       | 27 juli 1998     | Labour Party |
|                                                                         | Stephen Byers     | Stephen Byers (1953)                                  | Onderminister voor Financiën               | 27 juli 1998     | 23 december 1998 | Labour Party |
|                                                                         | Alan Milburn      | Alan Milburn (1958)                                   | Onderminister voor Financiën               | 23 december 1998 | 11 oktober 1999  | Labour Party |
|                                                                         | Andrew Smith      | Andrew Smith (1951)                                   | Onderminister voor Financiën               | 11 oktober 1999  | 29 mei 2002      | Labour Party |
|                                                                         | Geoffrey Robinson | Geoffrey Robinson (1938)                              | Thesaurier- generaal                       | 2 mei 1997       | 23 december 1998 | Labour Party |
|                                                                         |                   |                                                       | Thesaurier- generaal                       | Vacant           |                  |              |
|                                                                         | Dawn Primarolo    | Dawn Primarolo (1954)                                 | Thesaurier- generaal                       | 4 januari 1999   | 27 juni 2007     | Labour Party |
|                                                                         | John Morris       | John Morris (1931–2023)                               | Advocaat- generaal                         | 2 mei 1997       | 29 juli 1999     | Labour Party |
|                                                                         |                   | Baron Williams van Mostyn Gareth Williams (1941–2003) | Advocaat- generaal                         | 29 juli 1999     | 8 juni 2001      | Labour Party |
|                                                                         | Gavin Strang      | Gavin Strang (1943)                                   | Onderminister voor Transport               | 2 mei 1997       | 18 juni 1998     | Labour Party |
|                                                                         | John Reid         | John Reid (1947)                                      | Onderminister voor Transport               | 18 juni 1998     | 17 mei 1999      | Labour Party |
|                                                                         | Helen Liddell     | Helen Liddell (1950)                                  | Onderminister voor Transport               | 17 mei 1999      | 29 juli 1999     | Labour Party |
|                                                                         | Gus Macdonald     | Baron Macdonald van Tradeston Gus Macdonald (1940)    | Onderminister voor Transport               | 29 juli 1999     | 8 juni 2001      | Labour Party |
|                                                                         | Nick Brown        | Nick Brown (1950)                                     | Onderstaats- secretaris voor Financiën     | 2 mei 1997       | 27 juli 1998     | Labour Party |
| Chief Whip in het Lagerhuis                                             | Nick Brown        | Nick Brown (1950)                                     |                                            | 2 mei 1997       | 27 juli 1998     | Labour Party |
|                                                                         | Ann Taylor        | Ann Taylor (1947)                                     | Onderstaats- secretaris voor Financiën     | 27 juli 1998     | 8 juni 2001      | Labour Party |
| Chief Whip in het Lagerhuis                                             | Ann Taylor        | Ann Taylor (1947)                                     |                                            | 27 juli 1998     | 8 juni 2001      | Labour Party |

Russell I ·
Smith-Stanley I ·
Hamilton-Gordon ·
Temple I ·
Smith-Stanley II ·
Temple II ·
Russell II ·
Smith-Stanley III ·
Disraeli I ·
Gladstone I ·
Disraeli II ·
Gladstone II ·
Gascoyne-Cecil I ·
Gladstone III ·
Gascoyne-Cecil II ·
Gladstone IV ·
Primrose ·
Gascoyne-Cecil III ·
Gascoyne-Cecil IV ·
Balfour ·
Campbell-Bannerman ·
Asquith I ·
Asquith II ·
Asquith III ·
Asquith IV ·
Lloyd George I ·
Lloyd George II ·
Law ·
Baldwin I ·
MacDonald I ·
Baldwin II ·
MacDonald II ·
MacDonald III ·
MacDonald IV ·
Baldwin III ·
Chamberlain I ·
Chamberlain II ·
Churchill I ·
Churchill II ·
Attlee I ·
Attlee II ·
Churchill III ·
Eden ·
Macmillan I ·
Macmillan II ·
Douglas-Home ·
Wilson I ·
Wilson II ·
Heath ·
Wilson III ·
Callaghan ·
Thatcher I ·
Thatcher II ·
Thatcher III ·
Major I ·
Major II ·
Blair I ·
Blair II ·
Blair III ·
Brown ·
Cameron I ·
Cameron II ·
May I ·
May II ·
Johnson I ·
Johnson II ·
Truss ·
Sunak ·
Starmer